# Carlo Antonio Lodovico Bellardi
Carlo Antonio Lodovico Bellardi (Cigliano, 30 luglio 1741 – Torino, 4 maggio 1826) è stato un medico, botanico e micologo italiano.

## Biografia
Era figlio di Giuseppe Amedeo e di Anna Franchini.
Ha lavorato come medico nella città di Torino; studiò botanica con Vitaliano Donati, e poi fu alunno di Carlo Allioni (1728-1804), che in seguito divenne suo amico. 
In seguito fu professore all'Università di Torino. Tra il 1759 e il 1790, Bellardi viaggiò in lungo e in largo per l'Italia, raccogliendo un voluminoso erbario. Pubblicò solo alcune pubblicazioni, ma era conosciuto come un rispettato botanico, non solo in Italia, ma in tutta Europa. L'erbario principale di Bellardi è conservato all'Università di Torino. A metà del XIX secolo fu gravemente danneggiato e alcuni importanti campioni andarono perduti.

## Alcune pubblicazioni
- carlo antonio lodovico Bellardi, carlo Allioni. 1792. Appendix Ludovici Bellardi ad Floram Pedemontanam. 78 pp.
- 1792. Appendix ad Floram Pedemontanam. 80 pp.
- 1808. Stirpes novæ, vel minus notæ Pedemontii descriptæ et iconibus illustratæ. 452 pp.

## Attribuzioni
Genus
- (Asteraceae) Bellardia Colla[2]
- (Rubiaceae) Bellardia Schreb.[3]
- (Scrophulariaceae; adesso Orobanchaceae) Bellardia All.[4]
- (Poaceae) Bellardiochloa Chiov.[5][6]

Specie
- (Asteraceae) Jacea bellardii (Colla) Soják[7]
- (Brassicaceae) Draba bellardii S.F.Blake[8]
- (Plantaginaceae) Plantago bellardii All.[4]
- (Poaceae) Andropogon bellardii Bubani[9]
- (Poaceae) Phleum bellardii Willd.[10]
- (Polygonaceae) Polygonum bellardii (All.) Blanco[11]